# 岡部直三郎

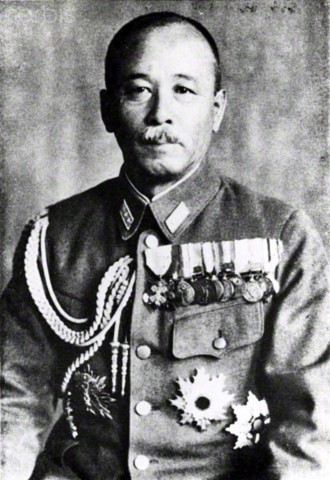

岡部直三郎（1887年9月30日 - 1946年11月23日）、日本陸軍軍人。最終階級为陸軍大将。华北方面军总司令官、第3方面軍司令官、侵华日军第6方面軍司令官。

## 生平
出生于广岛县广岛市袋町（現中区袋町）。1899年崇徳中学校毕业後，入读広島陸軍地方幼年学校。后进入陸軍中央幼年学校、日本陸軍士官学校（18期），日本陸軍大学（27期）毕业。士官候補生18期的同期有山下奉文、阿南惟幾等。大学校毕业後，1918年任哈巴罗夫斯克特務機関（大尉）。1922年任驻日本波兰公使館附武官（少佐）。这时波兰参谋部引进日本陆海军的近代密码技术。1930年任野战炮兵第一聯隊長（大佐），1932年任上海派遣軍高級参謀。在任時与岡村寧次参謀副長共职，由他指示设立日本陆军第一个慰安所。同年任参謀本部演習課長。1934年晋升陸軍少将，转任陸軍大学校研究部主事。1935年任陸軍大学校幹事。
中日战争爆发后，日本新设立华北方面軍，1937年岡部直三郎就任参謀長，与司令官寺内寿一大将指挥河北、山西、山東作战。1937年升陸軍中将，1938年以第1师团長参加徐州会战。1939年任駐蒙軍司令官。1940年被授予勳一等旭日大綬章・功二級金鵄勳章。同年任陸軍技術本部長。1942年任軍事参議官兼日本陸軍大学校校長。1943年升陸軍大将。由于兵力不足，日本關東軍隷下由第4軍、第6軍组成第3方面軍，冈部任司令官。到1944年转任华北方面軍司令官、指挥第6方面軍进行湘桂作战，1945年在汉口投降。战后作为战犯嫌疑者被拘留关押，1946年在上海獄中病死。

## 書籍
- 『岡部直三郎大将の日記』、芙蓉書房、1982年3月